# Liam Cooper
Liam David Ian Cooper (Kingston upon Hull, Anglia, 1991. augusztus 30.) skót labdarúgó, hátvéd, a Leeds United játékosa.

## Pályafutása

### Hull City AFC
Cooper még 12 éves kora előtt csatlakozott a Hull City ifiakadémiájához. Tagja volt annak a csapatnak, mely megnyerte az FA Youth Cupot. A döntőben a Colchester fiataljait verték 3–0-ra. Cooper is betalált, de később egy kezezés miatt kiállították. 2008. augusztus 26-án, egy Swansea City elleni Ligakupa-meccsen debütált a felnőttek között. Négy nappal később, 17. születésnapján profi szerződést kapott a klubtól és leülhetett a cserepadra a Wigan Athletic elleni bajnokin. 2009. szeptember 26-án, a Liverpool ellen 6–1-re elveszített mérkőzésen kezdőként lépett pályára.

## Sikerei, díjai
- Chesterfield
  - EFL League Two: : 2013–14

- Leeds United
  - EFL Championship: 2019–20

## Külső hivatkozások
- Liam Cooper pályafutásának statisztikái a Soccerbase oldalon (angolul)

- Cooper adatlapja a Chesterfield FC honlapján

## Fordítás
- Ez a szócikk részben vagy egészben  a   Liam Cooper című angol Wikipédia-szócikk fordításán alapul.  Az eredeti cikk szerkesztőit annak laptörténete sorolja fel. Ez a jelzés csupán a megfogalmazás eredetét és a szerzői jogokat jelzi, nem szolgál a cikkben szereplő információk forrásmegjelöléseként.